# Phlegethontia
 (février 2018).
Si vous disposez d'ouvrages ou d'articles de référence ou si vous connaissez des sites web de qualité traitant du thème abordé ici, merci de compléter l'article en donnant les références utiles à sa vérifiabilité et en les liant à la section « Notes et références ».
Genre
Espèces de rang inférieur
- † Phlegethontia linearis Cope, 1871, espèce type
- † Phlegethontia longissima (Fritsch, 1875)

Phlegethontia est un genre éteint d'amphibiens aïstopodes ressemblant à des serpents.
Il mesurait environ 1 mètre (3,3 pieds) de long et possédait un crâne légèrement construit avec de nombreuses ouvertures, contrairement à certains parents plus anciens.
Dolichosoma longissima, nommé par Antonin Fritsch en 1875, a été réassigné au genre Phlegethontia et est maintenant considéré comme P. longissima.
"Dolichosoma" a été considéré comme un nomen nudum parce que l'holotype a été insuffisamment décrit à travers une couche de matrice par Thomas Henry Huxley en 1867.